# Bautista Saavedra Mallea
Juan Bautista Saavedra Mallea (Sorata, La Paz, 30 de agosto de 1869 — Santiago de Chile, 1 de maio de 1939) foi um político e escritor boliviano e presidente de seu país entre 28 de janeiro de 1921 e 3 de setembro de 1925. Estudou Direito e depois de formado, obteve a cátedra de Direito Penal na Universidade de La Paz. Exerceu também, por um breve período de tempo, o cargo de diplomata e trabalhou nos Arquivo Geral das Índias em Sevilha, onde estudou sobre a história colonial boliviana. Ainda muito jovem, ele se juntou ao Partido Constitucional, presidido por Arce. Em 1902 foi nomeado diretor-geral do Ministério dos Negócios Estrangeiros.

## Política
Como líder do insurgente Partido Republicano, ele instigou e liderou o golpe de estado de 1920 contra o Partido Liberal do presidente José Gutiérrez Guerra. Ele teve um mandato turbulento, pois seu partido se fragmentou quase imediatamente após o golpe, com uma grande fração dele formando o Partido Republicano-Genuino. Essencialmente, a divisão foi devido à oposição ao estilo de governo amplamente personalista, centralizado e caudillo de Saavedra. Rapidamente expulsou do país a maioria das lideranças do partido Genuíno, e muitas vezes fez uso de meios extra-constitucionais para se manter no poder.
Incapaz de concorrer à reeleição em 1925, Saavedra fez a próxima melhor coisa e garantiu que um sucessor escolhido a dedo o seguisse, presumivelmente um firmemente sob seu polegar. Sua primeira escolha, Gabino Villanueva, não foi suficientemente flexível para o gosto do presidente, e Saavedra anulou as eleições de 1925 por um tecnicismo. Protestos em todo o país contra esse esforço transparente de manipular as eleições e prolongar a permanência de Saavedra no cargo forçaram o presidente a renunciar, deixando em seu lugar Felipe Segundo Guzmán, o presidente do Senado. Este último, claramente um "homem de Saavedra", convocou eleições para 1926.
Saavedra, assim, renovou sua busca para encontrar o candidato ideal para governar. Ele encontrou o homem perfeito em Hernando Siles, que concorreu nas eleições junto com o próprio irmão de Bautista Saavedra, Abdón Saavedra, como seu companheiro de chapa na vice-presidência. Isso permitiu que o ex-presidente continuasse a comandar as cordas do governo boliviano - ou assim ele pensava, pois o presidente Siles acabou se cansando da intromissão pesada de Saavedra e o exilou junto com seu irmão (seu próprio vice-presidente).
Saavedra permaneceu um líder político influente depois disso, mas nunca voltou ao poder, especialmente desde que seus arquirrivais do Partido Republicano-Genuino finalmente ganharam o poder em 1930. Ele morreu enquanto exilado no Chile em 1º de maio de 1939.

## Contribuição para a sociologia da Bolívia
Bautista Saavedra foi um dos primeiros introdutores do positivismo na sociologia na Bolívia.
Depois de concluído o seu estudo de direito, foi admitido na Sociedade de Geografia, um espaço que lhe permitiu aprofundar e prosseguir os seus estudos da realidade social boliviana. Em 1903 publica Origens do Direito Penal e da sua história, o primeiro livro que expõe os princípios doutrinários do positivismo spenceriano em seu país.
O resultado de sua pesquisa na Sociedade de Geografia, foi publicado mais tarde em O ayllu, estudo etnológico que o consagra como uma das mais altas autoridades da sociologia na Bolívia. O livro foi um precursor para o grande debate sobre o declínio dos povos autóctones e seu papel na sociedade boliviana, essa discussão envolveu seus contemporâneos Alcides Arguedas, Franz Tamayo e Manuel Rigoberto Paredes.
Nos últimos anos de liberalismo, Saavedra publicou Democracia em nossa história (1919), livro francamente niilista, que expressou o profundo pessimismo sobre o futuro da sociedade boliviana.